# 鬚花藤
鬚花藤（学名：Genianthus laurifolius）为夹竹桃科鬚花藤属的植物。分布于老挝、印度、泰国、柬埔寨、越南、锡金以及中国大陆的云南等地，生长于海拔500米至1,000米的地区，多生在山地杂林中，目前尚未由人工引种栽培。